# PUZZLE (関ジャニ∞のアルバム)
『PUZZLE』（パズル）は、関ジャニ∞の3枚目のフル・アルバム。2009年4月15日にインペリアルレコードから発売された。

## 概要
- 前作『KJ2 ズッコケ大脱走』から約1年10ヶ月振りのリリース。
- CDは初回限定盤、通常盤の2形態で発売。
- シングル曲「イッツ マイ ソウル」「ワッハッハー」「無責任ヒーロー」の他、日本テレビ系『江川×堀尾のSUPERうるぐす』の2009年1月 - 3月度（1月3日 - 3月29日）テーマソングである「咲いて生きよ」[10]など、全形態共通で全15曲を収録[9]。
  - 野村義男や斉藤和義、THE イナズマ戦隊、SIONから楽曲提供された新曲も収録[9]。
    - 楽曲提供の詳細は本項「#収録曲」及び「#楽曲提供者」を参照。

  - 通常盤の特典CDには、メンバー7人がそれぞれ自作したソロ曲を収録[11]。
- 初回限定盤の特典DVDには、ユニット曲である「Glorious」「Kicyu」「YOU CAN SEE」のミュージック・ビデオと本作のメイキング映像を収録[11]。
  - 同ユニットはジャンケンで決められており、その様子も同DVDに収録されている[9]。
  - 2021年9月現在、同ユニット曲は3曲全てCD未収録である。
- 本アルバムのリード曲「パズル」は斉藤和義の大ファンである錦戸が斉藤に直接頼んだのがきっかけで楽曲提供を受けた[12]。
- 2024年1月1日、デビュー20周年を記念し、過去にリリースされた全楽曲が各種音楽ダウンロードサービス、サブスクリプションサービスで配信されることに伴い、「ブリュレ」がシングル『ひとりにしないよ』の収録曲として配信開始され[注 1]、同年1月24日には本作の全収録曲の配信も開始された[13][14][15]。

### 各形態概要
| ＃ | 曲名                             |
| -- | -------------------------------- |
| 1  | 一秒 KISS                        |
| 2  | アカイシンキロウ                 |
| 3  | パズル                           |
| 4  | 渇いた花                         |
| 5  | ゴリゴリ                         |
| 6  | イッツ マイ ソウル (KJ3 MIX)     |
| 7  | ローリング・コースター           |
| 8  | My Last Train                    |
| 9  | 無責任ヒーロー                   |
| 10 | ブリュレ                         |
| 11 | 咲いて生きよ                     |
| 12 | ギガマジメ我ファイト             |
| 13 | 情熱Party                        |
| 14 | ワッハッハー                     |
| 15 | どんなに離れてたって傍にいるから |

| ＃ | 曲名                          | 形態             |
| -- | ----------------------------- | ---------------- |
| 1  | words（渋谷）                 | 通常盤（特典CD） |
| 2  | no-no-no（大倉）              | 通常盤（特典CD） |
| 3  | アイライロ（安田）            | 通常盤（特典CD） |
| 4  | One's shadow（村上）          | 通常盤（特典CD） |
| 5  | ワンシャン・ロンピン♬（丸山） | 通常盤（特典CD） |
| 6  | 413man（横山）                | 通常盤（特典CD） |
| 7  | Half Down（錦戸）             | 通常盤（特典CD） |

| 特典内容                                  | 形態                   |
| ----------------------------------------- | ---------------------- |
| 特典DVD（詳細は「#特典DVD」を参照）       | 初回限定盤             |
| 特製パズルBOX仕様（ミニチュア段ボール箱） | 初回限定盤             |
| ジグソーパズル                            | 初回限定盤             |
| ジグソーパズル説明書                      | 初回限定盤             |
| 梱包資材（関ジャニ∞の英字新聞風）         | 初回限定盤             |
| 特典CD（詳細は「#特典CD」を参照）         | 通常盤                 |
| 特殊パッケージ仕様                        | 通常盤                 |
| メイキングフォトブック（16P）             | 通常盤（初回プレス分） |

## 販売形態
- 発売日：2009年4月15日
  - 初回限定盤（TECI-8007：CD+DVD）
    - 特製パズルBOX仕様

  - 通常盤（TECI-8008：2CD）
    - 特殊パッケージ仕様
    - メイキングフォトブック（16P）封入（初回プレス盤のみ）
- 発売日：2015年7月1日
  - 通常盤：再発売（JACA-5550~5551：2CD）
    - 特殊パッケージ仕様
    - 自身の所属レコード会社を『テイチクエンタテインメント』から『INFINITY RECORDS』へ移籍したため、INFINITY RECORDSより再発売。
- 発売日：2019年7月12日
  - 通常盤：十五催ハッピープライス盤（JSNC-1584~1585：2CD）
    - 特殊パッケージ仕様
    - 自身の配信アプリ『関ジャニ∞アプリ』対応のため、15%オフでの再発売。
- 発売日：2024年1月24日
  - 配信作品
    - デビュー20周年を記念した音楽ダウンロードサービスおよびサブスクリプションサービスでの配信[13][14][15]。

## チャート成績

### アルバムチャート順位
- オリコンチャート
  - 初週212,058枚を売り上げ、2009年4月27日付の「オリコン週間 CDアルバムランキング」で週間1位を獲得[1]。
    - 2作連続、通算2作目のアルバム1位獲得となった。

  - 累計212,058枚を売り上げ、2009年4月度「オリコン月間 CDアルバムランキング」で月間4位を獲得した[2]。
  - 累計242,371枚を売り上げ、2009年度「オリコン上半期 CDアルバムランキング」で上半期11位を獲得した[3]。
  - 累計245,128枚を売り上げ、2009年度「オリコン年間 CDアルバムランキング」で年間26位を獲得した[4]。
- Billboard JAPAN
  - 2009年4月22日公開の「Billboard Japan Top Singles Sales」で週間1位を獲得した[5]。
  - 2009年度「Billboard Japan Hot 100 Year End」で年間32位を獲得した[7]。
  - 2024年1月31日公開の「Billboard Japan Download Albums」で週間64位を獲得した[6]。

### 各曲チャート順位
※シングル曲は各ページを参照。
- Billboard JAPAN
  - 2009年4月22日公開の「Billboard Japan Hot 100」で本作のリード曲「パズル」が週間77位を獲得した[16]。

## 収録曲

### CD
1. 一秒 KISS - [4:27]
作詞・作曲：野村義男
編曲：CHOKKAKU
  - 野村義男からの楽曲提供。
2. アカイシンキロウ - [4:32]
作詞：白鷺剛　作曲：林田健司
編曲：CHOKKAKU
3. パズル - [5:28]
作詞・作曲・編曲：斉藤和義
  - 本作のリードトラック
  - 斉藤和義からの楽曲提供。
  - 楽曲を提供した斉藤和義のアルバム『斉藤』にて、同曲のセルフカバーを収録[17]。
4. 渇いた花 - [4:10]
作詞・作曲・編曲：コダマックス
  - 8thアルバム『関ジャニ∞の元気が出るCD!!』にて、渋谷と村上がユニット曲としてカバーしたバージョンを収録。
  - 楽曲を提供したコダマユタカのアルバム『Restarted』にて、同曲のセルフカバーを収録[18]。
5. ゴリゴリ - [3:30]
作詞：上中丈弥
作曲：久保裕行
編曲：白井良明
  - THE イナズマ戦隊の上中丈弥と久保裕行からの楽曲提供。
6. イッツ マイ ソウル (KJ3 MIX) - [4:46]
作詞：上中丈弥
作曲：林田健司
編曲：CHOKKAKU
  - 7thシングルのアルバムバージョン
  - KADOKAWA『dwango』CMソング[19]
  - THE イナズマ戦隊の上中丈弥からの楽曲提供。
7. ローリング・コースター - [4:01]
作詞：田中秀典
作曲：野間康介
編曲：大西省吾
  - 14thシングル『Wonderful World!!』通常盤にリミックスバージョンを収録。
8. My Last Train - [5:30]
作詞：中原明彦
作曲：マシコタツロウ
編曲：船山基紀
9. 無責任ヒーロー - [4:30]
作詞：上中丈弥
作曲：馬飼野康二
編曲：白井良明
  - 9thシングル
  - 日本テレビ系『江川×堀尾のSUPERうるぐす』2008年10月-12月度テーマソング[20]
  - KADOKAWA『dwango』CMソング[20]
  - THE イナズマ戦隊の上中丈弥からの楽曲提供。
10. ブリュレ - [4:48]
作詞・作曲：田中秀典
編曲：吉岡たく
  - 46thシングル『ひとりにしないよ』初回限定盤Bのカップリングとして、5人で再録したバージョンを収録[21]。
11. 咲いて生きよ - [4:30]
作詞：ma-saya
作曲：馬飼野康二
編曲：白井良明
  - 日本テレビ系『江川×堀尾のSUPERうるぐす』2009年1月-3月度テーマソング[10]
12. ギガマジメ我ファイト - [4:28]
作詞：上中丈弥
作曲：林田健司
編曲：CHOKKAKU
  - THE イナズマ戦隊の上中丈弥からの楽曲提供。
13. 情熱Party - [4:39]
作詞・作曲：TAKESHI
編曲：TAKESHI、久米康隆
14. ワッハッハー - [5:04]
作詞・作曲：竹森マサユキ
編曲：CHOKKAKU
  - 8thシングル
  - KADOKAWA『dwango』CMソング[22]
  - カラーボトルの竹森マサユキからの楽曲提供。
15. どんなに離れてたって傍にいるから - [4:34]
作詞・作曲：SION
編曲：白井良明
  - SIONからの楽曲提供。

### 特典CD（通常盤）
1. words / 渋谷すばる - [3:24]
作詞：渋谷すばる
作曲・編曲：マシコタツロウ
  - 渋谷のソロ曲。
  - 渋谷自身が制作した楽曲。
2. no-no-no / 大倉忠義 - [3:31]
作詞：大倉忠義
作曲：Erik Lewander, Iggy Strange-Dahi, R.P.P
編曲：加藤祐介
  - 大倉のソロ曲。
  - 大倉自身が制作した楽曲。
3. アイライロ / 安田章大 - [3:50]
作詞・作曲：安田章大
編曲：野間康介
  - 安田のソロ曲。
  - 安田自身が制作した楽曲。
4. One's shadow / 村上信五 - [4:10]
作詞：capitão
作曲：樽木栄一郎
編曲：石塚知生
  - 村上のソロ曲。
  - 村上自身が「capitão」名義で制作した楽曲。
5. ワンシャン・ロンピン♬ / 丸山隆平 - [4:50]
作詞：HANNYA MAN
作曲：磯崎健史
編曲：佐藤泰将
  - 丸山のソロ曲。
  - 丸山自身が「HANNYA MAN」名義で制作した楽曲。
6. 413man / 横山裕 - [5:00]
作詞：横山裕
作曲・編曲：大西省吾
  - 横山のソロ曲。
  - 横山自身が制作した楽曲。
  - 読みは「じいちゃんマン」
  - 横山の実話が元となった楽曲である。
7. Half Down / 錦戸亮 - [4:28]
作詞：錦戸亮、HIKARI
作曲：錦戸亮
編曲：HIKARI
  - 錦戸のソロ曲。
  - 錦戸自身が制作した楽曲。
  - 錦戸のソロ3rdアルバム『Nocturnal』にて、同曲の再録バージョンを収録[23]。

### 配信
配信限定作品。2024年1月24日に配信された。
1. 一秒 KISS
2. アカイシンキロウ
3. パズル
4. 渇いた花
5. ゴリゴリ
6. イッツ マイ ソウル (KJ3 MIX)
7. ローリング・コースター
8. My Last Train
9. 無責任ヒーロー
10. ブリュレ
11. 咲いて生きよ
12. ギガマジメ我ファイト
13. 情熱Party
14. ワッハッハー
15. どんなに離れてたって傍にいるから
16. words / 渋谷すばる
17. no-no-no / 大倉忠義
18. アイライロ / 安田章大
19. One's shadow / 村上信五
20. ワンシャン・ロンピン♬ / 丸山隆平
21. 413man / 横山裕
22. Half Down / 錦戸亮

### 特典DVD（初回限定盤）
| #         | タイトル                                   | 作詞  | 作曲・編曲 | 時間  |
| --------- | ------------------------------------------ | ----- | ---------- | ----- |
| 1.        | 「Glorious」(渋谷すばる・錦戸亮・大倉忠義) |       |            | 4:36  |
| 2.        | 「Kicyu」(横山裕・安田章大)                |       |            | 5:09  |
| 3.        | 「YOU CAN SEE」(村上信五・丸山隆平)        |       |            | 3:54  |
| 4.        | 「Making of PV」                           |       |            | 24:53 |
| 5.        | 「Making of PUZZLE」                       |       |            | 11:08 |
| 合計時間: | 合計時間:                                  | 49:40 |            |       |

## タイアップ
※表記は発売順
- イッツ マイ ソウル
  - KADOKAWA『dwango』CMソング[19]
- ワッハッハー
  - KADOKAWA『dwango』CMソング[22]
- 無責任ヒーロー
  - 日本テレビ系『江川×堀尾のSUPERうるぐす』2008年10月-12月度テーマソング[20]
  - KADOKAWA『dwango』CMソング[20]
- 咲いて生きよ
  - 日本テレビ系『江川×堀尾のSUPERうるぐす』2009年1月-3月度テーマソング[10]

## 楽曲提供者
※表記は曲順通り。

### アーティスト作
- 野村義男
  - 「一秒KISS」（作詞・作曲）
- 斉藤和義
  - 「パズル」（作詞・作曲・編曲）
- THE イナズマ戦隊
  - 上中丈弥
    - 「ゴリゴリ」（作詞）
    - 「イッツ マイ ソウル」（作詞）
    - 「無責任ヒーロー」（作詞）
    - 「ギガマジメ我ファイト」（作詞）

  - 久保裕行
    - 「ゴリゴリ」（作曲）
- 竹森マサユキ（カラーボトル）
  - 「ワッハッハー」（作詞・作曲）
- SION
  - 「どんなに離れてたって傍にいるから」（作詞・作曲）

### メンバー作
- 横山裕
  - 「413man」（作詞）[注 2]
  - 「Kicyu」（作詞）[注 3]
- 安田章大
  - 「アイライロ」（作詞・作曲）[注 2]
  - 「Kicyu」（作曲）[注 3]
- 村上信五
  - 「One's shadow」（作詞）[注 4][注 2]
  - 「YOU CAN SEE」（作詞）[注 3]
- 丸山隆平
  - 「ワンシャン・ロンピン♬」（作詞）[注 5][注 2]
  - 「YOU CAN SEE」（作詞）[注 3]
- 渋谷すばる
  - 「words」（作詞）[注 2]
- 大倉忠義
  - 「no-no-no」（作詞）[注 2]
- 錦戸亮
  - 「Half Down」（作詞・作曲）[注 2]

## 収録作品
※シングル曲は各ページを参照。

### アルバム
渇いた花
- 8thアルバム『関ジャニ∞の元気が出るCD!!』（通常盤 特典CD）

※渋谷・村上によるカバーを収録。

ブリュレ
- 2ndベストアルバム『GR8EST』（201∞限定盤 特典CD）

※メドレーの1曲として収録。
- 配信限定アルバム『関ジャニ∞のいろは』

※5人の再録バージョンおよび1ハーフバージョンを収録。
- 配信限定アルバム『関ジャニ∞のいろは2023』

※5人の再録バージョンおよび1ハーフバージョンを収録。

Half Down
- 錦戸ソロ3rdアルバム『Nocturnal』

※再録バージョンを収録。

### シングル
ローリング・コースター
- 14thシングル『Wonderful World!!』（通常盤）

※リミックス音源を収録。

ブリュレ
- 46thシングル『ひとりにしないよ』（初回限定盤B）

※5人の再録バージョン「ブリュレ -Re:9EST Edition-」を収録。

### 映像作品

#### ライブ映像
一秒 KISS
- 5thライブDVD『TOUR 2∞9 PUZZLE』
- 15thライブDVDiBlu-ray『関ジャニ∞リサイタル 真夏の俺らは罪なヤツ』
- 19thライブDVD/Blu-ray『十五祭』
- 44thシングル『Re:LIVE』（期間限定盤B 特典DVD）

アカイシンキロウ
- 5thライブDVD『TOUR 2∞9 PUZZLE』
- 24thライブBlu-ray/DVD『超DOME TOUR 二十祭』

パズル
- 5thライブDVD『TOUR 2∞9 PUZZLE』
- 1stベストアルバム『8EST』（初回限定盤A 特典DVD）

渇いた花
- 5thライブDVD『TOUR 2∞9 PUZZLE』
- 1stベストアルバム『8EST』（初回限定盤A 特典DVD）
- 23rdライブBlu-ray/DVD『超ARENA TOUR 2024 SUPER EIGHT』

ゴリゴリ
- 5thライブDVD『TOUR 2∞9 PUZZLE』
- 6thライブDVD『COUNTDOWN LIVE 2009-2010 in 京セラドーム大阪』
- 23rdライブBlu-ray/DVD『超ARENA TOUR 2024 SUPER EIGHT』

※完（CAN）全生産限定盤の特典Blu-ray/DVDにも収録。

ローリング・コースター
- 5thライブDVD『TOUR 2∞9 PUZZLE』
- 6thライブDVD『COUNTDOWN LIVE 2009-2010 in 京セラドーム大阪』
- 7thライブDVD/Blu-ray『KANJANI∞ LIVE TOUR 2010→2011 8UPPERS』
- 8thライブDVD/Blu-ray『KANJANI∞ 五大ドームTOUR EIGHT×EIGHTER おもんなかったらドームすいません』
- 16thライブDVD/Blu-ray『関ジャニ'sエイターテインメント』
- 19thライブDVD/Blu-ray『十五祭』
- 47thシングル『喝采』（完全生産限定盤 特典DVD/Blu-ray）
- 21stライブDVD/Blu-ray『KANJANI∞ STADIUM LIVE 18祭』

My Last Train
- 5thライブDVD『TOUR 2∞9 PUZZLE』

ブリュレ
- 5thライブDVD『TOUR 2∞9 PUZZLE』
- 6thライブDVD『COUNTDOWN LIVE 2009-2010 in 京セラドーム大阪』
- 7thライブDVD/Blu-ray『KANJANI∞ LIVE TOUR 2010→2011 8UPPERS』
- 9thライブDVD/Blu-ray『KANJANI∞ LIVE TOUR!! 8EST 〜みんなの想いはどうなんだい?僕らの想いは無限大!!〜』
- 10thライブDVD/Blu-ray『KANJANI∞ LIVE TOUR JUKE BOX』
- 11thライブDVD/Blu-ray『十祭』
- 16thライブDVD/Blu-ray『関ジャニ'sエイターテインメント』
- 19thライブDVD/Blu-ray『十五祭』
- 10thアルバム『8BEAT』（初回限定 -Road to Re:LIVE- 盤 特典DVD）
- 20thライブDVD/Blu-ray『KANJANI'S Re:LIVE 8BEAT』

※完全生産限定-Road to Re:LIVE-盤の特典DVD/Blu-rayにも収録。
- 23rdライブBlu-ray/DVD『超ARENA TOUR 2024 SUPER EIGHT』

咲いて生きよ
- 5thライブDVD『TOUR 2∞9 PUZZLE』

ギガマジメ我ファイト
- 5thライブDVD『TOUR 2∞9 PUZZLE』

情熱Party
- 5thライブDVD『TOUR 2∞9 PUZZLE』
- 6thライブDVD『COUNTDOWN LIVE 2009-2010 in 京セラドーム大阪』

どんなに離れてたって傍にいるから
- 5thライブDVD『TOUR 2∞9 PUZZLE』

words
- 渋谷ソロ2ndライブDVD/Blu-ray『渋谷すばる LIVE TOUR 2016 歌』

アイライロ
- 12thライブDVD/Blu-ray『関ジャニズム LIVE TOUR 2014≫2015』

ワンシャン・ロンピン♬
- 6thライブDVD『COUNTDOWN LIVE 2009-2010 in 京セラドーム大阪』
- 12thライブDVD/Blu-ray『関ジャニズム LIVE TOUR 2014≫2015』

413man
- 6thライブDVD『COUNTDOWN LIVE 2009-2010 in 京セラドーム大阪』

Half Down
- 錦戸ソロ1stライブBlu-ray/DVD『錦戸亮 LIVE TOUR 2019 "NOMAD"』

※通常盤の特典CDにはライブ音源を収録。
- 錦戸ソロ3rdライブBlu-ray/DVD『錦戸亮 LIVE TOUR 2021 "Note"』

※通常盤の特典CDにはライブ音源を収録。
- 錦戸ソロ5thライブBlu-ray/DVD『錦戸亮 LIVE TOUR 2022 "Nocturnal"』

※通常盤の特典CDにはライブ音源を収録。
- 錦戸ソロ6thライブBlu-ray/DVD『錦戸亮 LIVE TOUR 2024 "NOMADOFNOWHERE"』（特別仕様Untitled盤 特典Blu-ray/DVD）

※特典CDにはライブ音源を収録。

#### ミュージック・ビデオ
ブリュレ
- 46thシングル『ひとりにしないよ』（初回限定盤B 特典DVD）

※5人の再録バージョンのMVを収録。

## カバー
パズル
- 斉藤和義（2013年10月23日発売、アルバム『斉藤』収録）

渇いた花
- コダマユタカ（2021年10月29日発売、アルバム『Restarted』収録）

## 関連ライブ
- 関ジャニ∞ TOUR 2009 PUZZLE（2009年5月10日 - 7月30日、全27公演）

- 『TOUR 2∞9 PUZZLE』発売記念イベント（2009年10月3日 - 18日、全5公演）

## CD未収録曲

### Glorious
『Glorious』（グロリアス）は、関ジャニ∞（渋谷すばる・錦戸亮・大倉忠義）の楽曲。
2022年8月現在、CD未収録である。

#### クレジット（Glorious）
※本項アルバムのクレジットより。
作詞・作曲・編曲
- 作詞：Samuel Waermo
- 作曲・編曲：Samuel Waermo, TJ Mixx
- 日本語訳詞：新美香
- 作品コード：1A0-1387-7

参加ミュージシャン
- Programming, Keyboards & Percussion：Samuel Waermo
- Bass：Thomas Blindberg
- Guitars：Mats Valentin
- Chorus：Didrik Thott & Samuel Waermo
- Additional Programming：TJ Mixx

#### 収録作品（Glorious）
ライブ映像
- 5thライブDVD『TOUR 2∞9 PUZZLE』

ミュージック・ビデオ
- 本項『PUZZLE』（初回限定盤 特典DVD）

### Kicyu
『Kicyu』（キッチュ）は、関ジャニ∞（横山裕・安田章大）の楽曲。
2025年に横山のソロアルバム『ROCK TO YOU』に横山のソロバージョンが収録されたが、原曲は2025年5月現在、CD未収録である。

#### クレジット（Kicyu）
※本項アルバムのクレジットより。
作詞・作曲・編曲
- 作詞：横山裕
- 作曲：安田章大
- 編曲：高橋浩一郎
- 作品コード：158-1293-6

参加ミュージシャン
- Drums：坂東慧
- Bass：松田FIRE卓己
- Keyboards：佐藤真吾
- Trumpet：小澤篤士、真砂陽地
- A.Guitar & E.Guitar：大西省吾
- Strings：RUSH by TAKASHI KATO

#### 収録作品（Kicyu）
アルバム
- 横山ソロ1stアルバム『ROCK TO YOU』

※横山のソロバージョンを収録。

ライブ映像
- 5thライブDVD『TOUR 2∞9 PUZZLE』
- 9thライブDVD/Blu-ray『KANJANI∞ LIVE TOUR!! 8EST 〜みんなの想いはどうなんだい?僕らの想いは無限大!!〜』（初回限定盤 特典DVD）
- 11thライブDVD/Blu-ray『十祭』

※渋谷と錦戸によるカバー。
- 24thライブBlu-ray/DVD『超DOME TOUR 二十祭』

ミュージック・ビデオ
- 本項『PUZZLE』（初回限定盤 特典DVD）

※MVは全編アニメーション映像である。

### YOU CAN SEE
『YOU CAN SEE』（ユー キャン シー）は、関ジャニ∞（村上信五・丸山隆平）の楽曲。
2025年5月現在、CD未収録である。

#### クレジット（YOU CAN SEE）
※本項アルバムのクレジットより。
作詞・作曲・編曲
- 作詞：村上信五、丸山隆平、佐伯youthK
- 作曲・編曲：佐伯youthK
- ブラスアレンジ：YOKAN
- 作品コード：151-0930-5

参加ミュージシャン
- Programming, Keyboards & Percussion：Samuel Waermo
- Drums：髭白健
- Bass：宮本將行
- Keyboards：佐藤真吾
- Trumpet：小澤篤士、真砂陽地
- E.Guitar：林部直樹
- Trumpet, Trombone & Saxophone：YOKAN

#### 収録作品（YOU CAN SEE）
ライブ映像
- 5thライブDVD『TOUR 2∞9 PUZZLE』
- 24thライブBlu-ray/DVD『超DOME TOUR 二十祭』

ミュージック・ビデオ
- 本項『PUZZLE』（初回限定盤 特典DVD）